# Style (pjesma Taylor Swift)
"Style" je treća pjesma američke pjevač Taylor Swift s njenog petog albuma 1989, objavljena 9. veljače 2015. godine. Pjesmu su napisali Taylor Swift, Max Martin, Shellback i Ali Payami. Pjesma je dosegla broj 6 na Billboard Hot 100 tablici u SAD-u. Također je završila u Top 40 pjesama u zemljama poput Velike Britanije, Austrije, Češke, Mađarske, Irske, Novog Zelanda i Nizozemske. Popratni glazbeni spot režirao je Kyle Newman i premijerno prikazan 13. veljače 2015.

## O pjesmi
Pjesma "Style" je započela kao instrumentalna pjesma koju je napisao Ali Payami za sebe. Kada je Taylor čula glazbu dok je slučajno prolazila u studiju gdje se pjesma snimala, odmah je htjela raditi na njoj. Pjesma je debitirala kao isječak u reklami za promociju Swiftinog albuma.

## Glazbeni video
Spot je premijerno prikazan 17. svibnja 2015. na Swifitnom YouTube Kanalu. Redatelj spota je Joseph Kahn.

## Ljestvice
| Ljestvice                  | Najviša pozicija |
| -------------------------- | ---------------- |
| Australija                 | 8                |
| Austrija                   | 28               |
| Belgija                    | 4                |
| Brazil                     | 98               |
| Češka                      | 11               |
| Francuska                  | 85               |
| Irska                      | 38               |
| Japan                      | 53               |
| Kanada                     | 1                |
| Mađarska                   | 31               |
| Nizozemska                 | 22               |
| Novi Zeland                | 11               |
| Njemačka                   | 76               |
| Poljska                    | 13               |
| Rumunjska                  | 78               |
| Sjedinjene Američke Države | 1                |
| Slovačka                   | 18               |
| Slovenija                  | 23               |
| Španjolska                 | 47               |
| Ujedinjeno Kraljevstvo     | 21               |